# Simulium balcanicum
Simulium balcanicum är en tvåvingeart som först beskrevs av Günther Enderlein 1924.  Simulium balcanicum ingår i släktet Simulium och familjen knott. Inga underarter finns listade i Catalogue of Life.